# Alberto Mantelli (calciatore)
Alberto Mantelli (Parma, 5 ottobre 1971) è un allenatore di calcio ed ex calciatore italiano, di ruolo difensore.

## Caratteristiche tecniche

### Giocatore
Giocava come difensore centrale, ruolo nel quale faceva valere la propria abilità nella marcatura a uomo; all'occorrenza poteva giocare anche come terzino destro.

### Allenatore
Utilizza in prevalenza il modulo 4-2-3-1, facendo giocare le proprie squadre con palla a terra e in velocità; in alternativa ha adottato anche il 4-3-1-2.

## Carriera

### Giocatore
Cresciuto nelle giovanili del Parma, debutta in Serie C2 nel 1991 con il Trento, dove Alberto Cavasin gli assegna la fascia di capitano: rimane in gialloblu per due stagioni, realizzando anche 7 reti (di cui 4 su rigore). Negli anni successivi il Parma lo manda ancora in prestito in varie piazze di Serie C1 e Serie C2: Potenza, Crevalcore e Modena, dove ha problemi con i tifosi a causa delle sue origini parmigiane.
Dopo una stagione nella Pistoiese, nel 1997 approda al Cesena, con cui ottiene la promozione in Serie B al termine del campionato 1997-1998. Rimane in Romagna fino all'ottobre 2000, ritrovando Alberto Cavasin che gli assegna nuovamente la fascia di capitano; nell'estate 1999 il tecnico veneto cerca di portarlo al Lecce, in Serie A, ma la trattativa non si concretizza.
Nell'autunno 2000 torna tra i cadetti con la maglia della Salernitana; schierato in prevalenza come terzino destro, disputa una stagione poco convincente alternandosi a Dražen Bolić, e colleziona 22 presenze in campionato.
L'anno successivo, con l'arrivo di Zdeněk Zeman sulla panchina campana, finisce ai margini della rosa, e in aprile si trasferisce alla Reggiana, con cui disputa tre partite di campionato e due ai play-out. Prosegue la carriera vestendo le maglie di Sora, Ivrea e Massese, e nel 2006 scende tra i dilettanti con la maglia del Fidenza, dove disputa le sue ultime tre stagioni (una in Serie D e due in Eccellenza).

### Allenatore
Nel 2007, ancora tesserato come calciatore, diventa allenatore della formazione Juniores del Fidenza, e nel 2009 subentra ad Arnaldo Franzini sulla panchina della prima squadra. Rimane a Fidenza fino al termine della stagione 2011-2012 nella quale riesce ad ottenere la salvezza in Serie D, categoria nella quale il Fidenza era stato ripescato al termine della stagione precedente.
Nel maggio 2012 si accorda con il Fiorenzuola, squadra appena retrocessa in Eccellenza. Con i rossoneri ottiene la promozione in Serie D al termine della stagione 2013-2014.
Resta sulla panchina della squadra piacentina anche per le successive due stagioni; nel marzo 2016, a causa della precaria posizione in classifica, viene esonerato e sostituito da Luigi Galli. Dopo poco più di un mese, tuttavia, viene richiamato dal Fiorenzuola, senza poter evitare la retrocessione in Eccellenza.
Nell'estate 2016 passa alla Vigor Carpaneto, sempre in provincia di Piacenza e sempre nel campionato di Eccellenza. Conduce la squadra alla vittoria in campionato, ottenendo la sua seconda promozione in Serie D; a seguito di un avvio di stagione negativo, tuttavia, viene esonerato il 5 ottobre 2017.
Nel novembre 2018 sostituisce Massimo Perazzi sulla panchina del Nibbiano&Valtidone, squadra piacentina del campionato di Eccellenza, e vi resta fino al giugno 2020.

## Palmarès

### Giocatore
- Campionato italiano Serie C1: 1

Cesena: 1997-1998

### Allenatore
- Coppa Italia Dilettanti: 1

Fidenza: 2010-2011
- Eccellenza 3

Fidenza: 2010-2011
Fiorenzuola: 2013-2014
Vigor Carpaneto: 2016-2017